# Parteibuchstabe
Ein Parteibuchstabe (dänisch partibogstav) oder Listenbuchstabe (dänisch listebogstav, isländisch listabókstafur), in Dänemark offiziell „Buchstabenbezeichnung“ (bogstavbetegnelse) ist ein Buchstabe, der eine politische Partei in Dänemark (inklusive Färöer) sowie in Island bei Wahlen repräsentiert.

## Dänemark
Die Parteibuchstaben kennt man in Dänemark aus der Wahlwerbung und von den Wahlzetteln. Sie entsprechen nicht unbedingt dem Parteikürzel. Beispielsweise kürzen sich die dänischen Sozialdemokraten mit S ab, aber ihr Parteibuchstabe bei Wahlen ist A.
Ein alter dänischer Witz handelt von der Verwechslungsgefahr:
Und du hast daran gedacht, die Konservativen zu wählen, Liebling?

Ja klar, ich habe mein Kreuz bei K gemacht!
Obwohl Det Konservative Folkeparti oft mit K abgekürzt wird, war dies der Parteibuchstabe der Danmarks Kommunistiske Parti (DKP, 1945–1988).
Die Parteibuchstaben wurden das erste Mal 1901 bei den Wahlen zum Landsting eingeführt und bei der Kommunalwahl 1908 erneut verwendet. Gemeinsame landesweite Buchstaben für die einzelnen Parteien wurden mit der Kommunalwahl 1936 und der Folketingswahl 1943 eingeführt. Die Reihenfolge der landesweiten Buchstaben richtete sich nach der Größe der Fraktionen in der Kopenhagener Bürgerschaft.
Die Buchstaben werden bei den Folketings- und Europawahlen beibehalten. Auch wenn eine Partei an einer Wahl nicht teilnimmt, behält sie ihren Buchstaben.
Das System der Parteibuchstaben in Dänemark erleichtert die Eindeutigkeit, zumal es keine einheitlichen Parteikürzel wie in anderen Ländern gibt.

### Liste der dänischen Parteibuchstaben
Die Liste umfasst die Buchstabenbezeichnungen seit der Folketingswahl 1943 und der Europawahl 1989. Hervorgehobene Parteibuchstaben nehmen an der Folketingswahl 2022 teil, während die kursiven Buchstaben nur an der Europawahl 2019 teilnahmen.
- A – Socialdemokraterne
- B – Det Radikale Venstre
- C – Det Konservative Folkeparti
- D – Nye Borgerlige (seit 2016); Centrum-Demokraterne (1989–2008); Venstre (1943–1968)
- E – Klaus Riskær Pedersen (seit 2019); Danmarks Retsforbund (1943–1987, 1990)
- F – Socialistisk Folkeparti (seit 1960); Bondepartiet (1943)
- G – Veganerpartiet (2020–2022); De Grønne (1987–1990)
- H – Det Humanistiske Parti (1987, 1990)
- I – Liberal Alliance (seit 2008); Socialistisk Arbejderparti (1981–1987)
- J – Junibevægelsen (1994–2009)
- K – Kristendemokraterne (seit 2004); Danmarks Kommunistiske Parti (1945–1988)
- L – Marxistisk-Leninistisk Parti (1984–1987); Liberalt Centrum (1966–1968)
- M – Moderaterne (seit 2022); Minoritetspartiet (2004–2007); Centrum-Demokraterne (1973–1988); Fredspolitisk Folkeparti (1964)
- N – Folkebevægelsen mod EU (seit 1979); Danmarks Nationalsocialistiske Arbejderparti (1943)
- O – Dansk Folkeparti (seit 1998)
- P – Stram Kurs (seit 2019); Fælles Kurs (1987–1990); Pensionistpartiet (1977)
- Q – Frie Grønne (seit 2021); Kristeligt Folkeparti (1971–2004)
- R – Kommunistisk Arbejderparti (1979–1981); Dansk Samling (1943–1947, April 1953, 1964)
- S – Slesvigsk Parti (1957–1964, 1968–1971)
- U – Demokratisk Fornyelse (1998); De Uafhængige (September 1953, 1968)
- V – Venstre (seit 1971); Hovedstadens Venstre (1947)
- Y – Ny Alliance (2007–2008); Venstresocialisterne (1968–1988)
- Z – Fremskridtspartiet (seit 1973)
- Ø – Enhedslisten (seit 1990)
- Å – Alternativet (seit 2015)
- Æ – Danmarksdemokraterne (seit 2022)

### Liste der färöischen Parteibuchstaben
Die Liste umfasst die aktuell geltenden Parteibuchstaben für die Wahlen zum Løgting.
- A – Fólkaflokkurin
- B – Sambandsflokkurin
- C – Javnaðarflokkurin
- D – Sjálvstýri
- E – Tjóðveldi
- F – Framsókn
- H – Miðflokkurin

## Island
Die folgende Liste enthält die Listenbuchstaben der Parlamentswahlen 1991 bis 2016. Hervorgehobene Parteibuchstaben nahmen an der Parlamentswahl in Island 2016 teil.
- A – Björt framtíð (seit 2013); Alþýðuflokkurinn (bis 1995)
- B – Framsóknarflokkurinn
- C – Viðreisn (seit 2016)
- D – Sjálfstæðisflokkurinn
- E – Íslenska þjóðfylkingin (2016); Verkamannaflokkur Íslands (1991)
- F – Flokkur fólksins (2016); Liberale Partei Islands (1999 bis 2009); Frjálslyndir (1991)
- G – Hægri Grænir, flokkur fólksins (2013); Alþýðubandalagið (bis 1995)
- H – Húmanistaflokkurinn (seit 2013, zuletzt 1999 M); Heimastjórnarsamtökin (1991)
- I – Flokkur Heimilanna (2013); Íslandshreyfingin (2007)
- J – Regnboginn (2013); Þjóðvaki (1995)
- K – Sturla Jónsson (2013); Kristilegi lýðræðisflokkurinn (bis 1999)
- L – Lýðræðisvaktin (2013)
- M – Landsbyggðarflokkurinn (2013); Húmanistaflokkurinn (1999, ab 2013 H); Vestfjarðalistinn (1995)
- N – Nýtt afl (2003); Náttúrulagaflokkurinn (1995)
- O – Borgarahreyfingin (2009)
- P – Píratar (ab 2016, davor Þ); Lýðræðishreyfingin (2009)
- R – Alþýðufylkingin (seit 2013)
- S – Samfylkingin – jafnaðarmannaflokkur Íslands (seit 1999); Suðurlandslistinn (1995)
- T – Dögun (seit 2013); Samtök öfgasinnaðra jafnaðarmanna (1991)
- U – Vinstrihreyfingin – grænt framboð (1999, 2003 dann V)
- V – Vinstrihreyfingin – grænt framboð (seit 2007, davor U); Kvennalistinn (bis 1995)
- Z – Anarkistar á Íslandi (1999); Grænt framboð (1991)
- Þ – Píratar (2013, dann P); Þjóðarflokkur - Flokkur mannsins (1991)